# Lubomír Nový
Lubomír Nový (15. dubna 1930 Třebíč – 15. listopadu 1996 Brno) byl český filozof, sociolog a vysokoškolský pedagog, jehož profesní život byl povětšinou spjat s Filozofickou fakultou Masarykovy univerzity. K oborům, jimž se věnoval, patří zejména filozofie Tomáše Garrigua Masaryka.

## Život
Narodil se v Třebíči, kde následně mezi lety 1941 a 1949 vystudoval místní gymnázium, mezi lety 1946 a 1948 studoval na lyceu v Nîmes. Následně vystudoval filozofii a ruštinu na filozofické fakultě Masarykovy univerzity v Brně.
V roce 1952 začal působit na katedře dějin filozofie na FF Masarykovy univerzity; v období 1964–1969 byl jejím vedoucím. V roce 1960 získal titul kandidáta věd a v roce 1964 byl habilitován docentem dějin filozofie. V letech 1965 a 1966 absolvoval studijní pobyt v Německu a v roce 1968 absolvoval další studijní pobyt v Římě. V roce 1968 byl jedním z těch, kteří iniciovali návrh k návratu názvu „Masarykova univerzita“. V roce 1970 byl vyloučen z KSČ a odvolán z funkce vedoucího katedry, vyloučen z několika organizací a cíleně byl převeden do laboratoře sociologického výzkumu.
Od roku 1970 do roku 1990 pak pracoval v laboratoři sociologického výzkumu na FF Masarykovy univerzity. V roce 1990 byl habilitován profesorem dějin filozofie a sociální filozofie. Mezi lety 1990 a 1996 působil opět jako vedoucí katedry filozofie FF Masarykovy univerzity, kdy stál při založení Kabinetu pro studium díla T. G. M. Působil také při vzniku univerzitního revue Universitas.

## Vědecké zaměření a dílo
Působil ve Filozofické jednotě, Mezinárodním filozofickém institutu v Paříži, ve Svazu československých spisovatelů a Vědeckém kolegiu filozofie a sociologie ČSAV v Praze. Od padesátých do poloviny šedesátých let 20. století se zabýval kritickým rozborem Masarykovy filozofie, následně se studijně věnoval Marxovi. Po nástupu do sociologické laboratoře se věnoval dějinám brněnské sociologie a sociologii životních drah. Po roce 1990 se vrátil ke studiu Masarykovy filozofie a problematice obnovy demokratické společnosti v integrující se Evropě.
Napsal několik monografií, např. Filosofie T. G. Masaryka, Filosofie v neklidné době, Marx v NSR, Nekrology na živé, Životní dráha jako sociologický problém a Filosof T. G. Masaryk. Problémové skici. V jednom z děl se věnoval i charakterizaci kolegů z Filozofické fakulty MU.